# Libertad 1.ª Sección (El Chivero)
Libertad 1.ª Sección (El Chivero) es una ranchería del municipio de Paraíso ubicado en la subregión de la Chontalpa del estado mexicano de Tabasco.

## Geografía
La localidad se ubica a 8.7 kilómetros (en dirección noreste) de la localidad de Paraíso, la cabecera y lugar más poblado del municipio. Se sitúa en las coordenadas geográficas 18°19′45″N 93°10′10″O / 18.329167, -93.169444, a una elevación de 7 metros sobre el nivel del mar.

## Demografía
Según el Conteo de Población y Vivienda 2020, efectuado por el Instituto Nacional de Estadística y Geografía, la localidad de Libertad 1.ª Sección (El Chivero) tiene 3,049 habitantes, de los cuales 1,544 son del sexo masculino y 1,505 del sexo femenino. Su tasa de fecundidad es de 2.43 hijos por mujer y tiene 780 viviendas particulares habitadas.
| Gráfica de evolución demográfica de Libertad 1.ª Sección (El Chivero) entre 1921 y 2020 |
|                                                                                         |
| INEGI.                                                                                  |